# Hessentag 1996
Der Hessentag 1996 war der 36. Hessentag und fand mit dem Slogan „In Gelnhausen ist der Löwe los“ vom 28. Juni bis 7. Juli 1996 in der ehemaligen Reichsstadt Gelnhausen statt.
Eröffnet wurde der Hessentag von Ministerpräsident Hans Eichel (SPD) und Bürgermeister Jürgen Michaelis (CDU). Das Hessentagspaar bildeten Bettina Plaßmann und Jürgen Bohländer.
Es fanden rund 500 Veranstaltungen statt. Veranstaltungsorte waren unter anderem der Hessen-Palace auf der Müllerwiese, das Festzelt an den Weiberswiesen, die große Open-Air-Bühne auf dem Flugplatz, eine Bühne am Lohmühlenweg, der HR-Treff auf der Bleiche sowie das Weindorf am Untermarkt. Der Obermarkt in der historischen Altstadt bot zehn Tage lang die Kulisse für mittelalterliches Markttreiben mit allerley Kurzweyl und Spektakel.
Im Rahmen des Jubiläumsjahres des Landes Hessen war die Sonderausstellung „50 Jahre Hessen“ in einer eigens hergerichteten Speditionshalle zu sehen. Weitere Ausstellungen war unter anderem „Menschen sehen Menschen“, „Hessen in der Karikatur“ und eine Ausstellung der Augsburger Puppenkiste.
Zu den aufgetretenen Künstlern zählten Zillertaler Schürzenjäger, Backstreet Boys, Caught in the Act, Culture Beat, Mr. President, Stefan Raab, Scooter, Masterboy, Fools Garden, Nina Hagen, Wolf Maahn, Smokie, The Rubettes, Suzi Quatro, Florian Silbereisen, Heino, Anita & Alexandra Hofmann und viele andere mehr.
Die hr3 Clubnight fand mit den DJs Mark Spoon, DJ Dag, Talla 2XLC und über 10.000 Ravern statt. 
Mit dem Liverpool Oratorio von Paul McCartney und Carl Davis stand ein Highlight der klassischen Musik auf dem Programm.
Auch der literarische Beitrag wurde beim Hessentag in Gelnhausen gestärkt. So lasen neben Gudrun Pausewang, die Autoren Wilhelm Genazino, Gabriele Wohmann und Peter Härtling. 
Erstmals fanden als letzter Programmpunkt eines jeden Veranstaltungstages um 23:00 Uhr Konzerte bei Kerzenschein in der Ehemaligen Synagoge Gelnhausen statt. Aufgrund des großen Zuspruchs wurde die Konzertreihe in Gelnhausen auch nach dem Hessentag über viele Jahre hinweg regelmäßig am ersten Freitag eines Monats fortgeführt.
Insgesamt wurden – trotz des regnerischen Wetters – rund 660.000 Besucher gezählt.
Die Organisationsleitung hatte seitens des Landes Hessen Heinrich Kaletsch, seitens der Barbarossastadt Thomas Appl.